# Buckie Thistle
Buckie Thistle (offiziell Buckie Thistle Football Club) ist ein schottischer Fußballverein, aus der Stadt Buckie in der Region Moray. Der Verein wurde 1889 gegründet und spielt seit der Saison 1909/10 durchgehend in der Highland Football League, in der er zwölfmal den Meistertitel errang, zuletzt in der Saison 2023/24.
Der Klub spielt im 5000 Zuschauer fassenden Victoria Park.